# Campeonato Mundial de Patinação de Velocidade em Pista Curta
O Campeonato Mundial de Patinação de Velocidade em Pista Curta é um eventos anual da patinação de velocidade em pista curta organizada pela União Internacional de Patinação (em inglês:  International Skating Union), onde os principais patinadores de velocidade em pista curta competem pelo título de campeões mundiais.

## Edições
| Ano  | Sede         |
| ---- | ------------ |
| 1976 | Champaign    |
| 1977 | Grenoble     |
| 1978 | Solihull     |
| 1979 | Quebec       |
| 1980 | Milão        |
| 1981 | Meudon       |
| 1982 | Moncton      |
| 1983 | Tóquio       |
| 1984 | Peterborough |
| 1985 | Amsterdã     |
| 1986 | Chamonix     |
| 1987 | Montreal     |
| 1988 | St. Louis    |
| 1989 | Solihull     |
| 1990 | Amsterdã     |
| 1991 | Sydney       |
| 1992 | Denver       |
| 1993 | Pequim       |
| 1994 | Guildford    |
| 1995 | Gjøvik       |
| 1996 | Haia         |
| 1997 | Nagano       |
| 1998 | Viena        |
| 1999 | Sofia        |
| 2000 | Sheffield    |
| 2001 | Jeonju       |
| 2002 | Montreal     |
| 2003 | Varsóvia     |
| 2004 | Gotemburgo   |
| 2005 | Pequim       |
| 2006 | Minneapolis  |
| 2007 | Milão        |
| 2008 | Gangneung    |
| 2009 | Viena        |
| 2010 | Sofia        |
| 2011 | Sheffield    |
| 2012 | Xangai       |
| 2013 | Budapeste    |
| 2014 | Montreal     |